# Brussels Cycling Classic 2025
La 105e édition de la Brussels Cycling Classic, une course cycliste masculine sur route, a lieu en Belgique le 8 juin 2025. L'épreuve est disputée entre Bruxelles et Bruxelles. Elle fait partie du calendrier UCI ProSeries 2025 (deuxième niveau mondial) en catégorie 1.Pro. 

## Parcours
Le parcours de 205,1 kilomètres comprend dix montées avec un triple passage par le Mur de Grammont, le Bosberg et le Congoberg ainsi qu'un secteur pavé. Le départ est donné au parc du Cinquantenaire à Bruxelles et la ligne d'arrivée est tracée sur l'avenue Houba-de Strooper.

## Équipes participantes
| Unknown team category |
|                       |

## Classements

### Classement final
| \| Classement général \| Classement général \| Classement général \| Classement général \| Classement général \| \| Coureur \| Coureur \| Pays \| Équipe \| Temps \| \| ------------------ \| ------------------ \| ------------------ \| ------------------ \| ------------------ \| |         |      |        |       |
| |         |      |        |       |
| |         |      |        |       |
| Classement général |         |      |        |       |
| Coureur | Coureur | Pays | Équipe | Temps |

### Classements UCI
La course attribue des points au Classement mondial UCI 2025 selon le barème suivant.
| Position           | 1er | 2e  | 3e  | 4e  | 5e | 6e | 7e | 8e | 9e | 10e | 11e | 12e | 13e | 14e | 15e | 16e à 30e | 31e à 40e |
| Classement général | 200 | 150 | 125 | 100 | 85 | 70 | 60 | 50 | 40 | 35  | 30  | 25  | 20  | 15  | 10  | 5         | 3         |